# Félrím
A félrím az irodalomban a rímes verselés egy fajtája, mikor is két nem egymás után következő verssor mindig rímel egymásra, a másik két sor viszont nem.
Rímképlete: X A Y A; illetve A X A Y is lehet
A magyar irodalomban már a latin betűs írásbeliség elején megjelenik, például az Ómagyar Mária-siralomban:
| Wegh halal engumet  |
| Eggedum illen       |
| Maraggon urodum     |
| kyth wylag felleyn! |

(Végy halál engemet / Eggyedem éljen / Maradjon uracskám / kit világ féljen)
Ebben a műben az is előfordul, hogy két sor rímel, az utána következő kettő nem (AAXY – Ó én édes uracskám, egyetlenegy fiacskám, síró anyát tekintsed, búja belől kinyuhhad – az ómagyar változatban ugyanez a rímképlet, noha a pontos ejtés és értelmezés ma már nem egyértelmű).
Előfordul Ady több versében is (Hunn, új legenda; Az eltévedt lovas; A mesebeli János, Ifjú szívekben élek); Vajda Jánosnál (Húsz év múlva); Pilinszky Jánosnál – Négysoros, ill. a Harmadnapon c. vers második versszakában:
| Mert megölhették hitvány zsoldosok, | (x)  |
| És megszűnhetett dobogni szive;     | (a)  |
| Harmadnapra legyőzte a halált;      | (y)  |
| Et resurrexit tertia die.           | (a). |

Ady Endre Ifjú szívekben élek c. versében a manapság valószínűleg szokatlanabbul hangzó AXAY rímképletű változat is előfordul:
| Ifjú szivekben élek s mindig tovább, | (a) |
| Hiába törnek életemre                | (x) |
| Vén huncutok és gonosz ostobák,      | (a) |
| Mert életem millió gyökerű.          | (y) |

 (1. versszak) 
Arany János: A walesi bárdok c. balladájában a félrímek egyhangúságát több helyen is "belső rímek" (noha sokszor ismétlések, szórímek) teszik pergővé, feszültté:
| belső rímek nélkül           | belső rímekkel              |
| S a nép, az istenadta nép    | S a nép, az istenadta nép   |
| Ha oly boldog-e rajt?        | Ha oly boldog-e rajt?       |
| Mint akarom, s mint a barom, | Mint akarom, s mint a barom |
| Melyet igába hajt?           | Melyet igába hajt?          |